# Мейнардвілл (Теннессі)
Мейнардвілл (англ. Maynardville) — місто (англ. city) в США, в окрузі Юніон штату Теннессі. Населення — 2456 осіб (2020).

## Географія
Мейнардвілл розташований за координатами 36°14′48″ пн. ш. 83°48′23″ зх. д. / 36.24667° пн. ш. 83.80639° зх. д. (36.246639, -83.806439).  За даними Бюро перепису населення США в 2010 році місто мало площу 14,15 км², уся площа — суходіл.

## Демографія
Згідно з переписом 2010 року, у місті мешкало 2413 осіб у 886 домогосподарствах у складі 612 родин. Густота населення становила 171 особа/км².  Було 1018 помешкань (72/км²).
Расовий склад населення:
| - 97,7 % — білих - 0,4 % — корінних американців - 0,2 % — азіатів - 0,1 % — чорних або афроамериканців |

До двох чи більше рас належало 1,2 %. Частка іспаномовних становила 1,9 % від усіх жителів.
За віковим діапазоном населення розподілялося таким чином: 26,2 % — особи молодші 18 років, 60,5 % — особи у віці 18—64 років, 13,3 % — особи у віці 65 років та старші. Медіана віку мешканця становила 34,9 року. На 100 осіб жіночої статі у місті припадало 93,8 чоловіків;  на 100 жінок у віці від 18 років та старших — 90,2 чоловіків також старших 18 років.
Середній дохід на одне домашнє господарство  становив 37 284 долари США (медіана — 25 179), а середній дохід на одну сім'ю — 45 768 доларів (медіана — 33 854). Медіана доходів становила 35 917 доларів для чоловіків та 26 936 доларів для жінок. За межею бідності перебувало 29,6 % осіб, у тому числі 37,4 % дітей у віці до 18 років та 11,6 % осіб у віці 65 років та старших.
Цивільне працевлаштоване населення становило 741 особа. Основні галузі зайнятості: виробництво — 19,7 %, роздрібна торгівля — 16,3 %, освіта, охорона здоров'я та соціальна допомога — 13,1 %, транспорт — 11,3 %.